# Домброва-Велика (Лодзинське воєводство)
Домброва-Велика (пол. Dąbrowa Wielka) — село в Польщі, у гміні Серадз Серадзького повіту Лодзинського воєводства.
Населення — 596 осіб (2011).
У 1975-1998 роках село належало до Серадзького воєводства.

## Демографія
Демографічна структура станом на 31 березня 2011 року:
|          | Загалом | Допрацездатний вік | Працездатний вік | Постпрацездатний вік |
| -------- | ------- | ------------------ | ---------------- | -------------------- |
| Чоловіки | 282     | 54                 | 199              | 29                   |
| Жінки    | 314     | 79                 | 158              | 77                   |
| Разом    | 596     | 133                | 357              | 106                  |